# Палагина, Вера Владимировна
Ве́ра Влади́мировна Пала́гина (1922—1994) — советский и российский филолог, диалектолог и литературовед, педагог, доктор филологических наук (1973), профессор (1975). Лауреат Государственной премии Российской Федерации в области науки (1997; посмертно).

## Биография
Родилась 2 ноября 1922 года в Воронеже.
С 1941 по 1946 год обучалась на отделении русского языка и литературы историко-филологического факультета Томского государственного университета.
С 1946 года работала в Томском государственном университете в должностях: ассистента кафедры русского языка, с 1948 по 1951 год — аспирант этой кафедры. С 1951 по 1952 год — преподаватель, с 1952 по 1953 год — старший преподаватель, с 1953 года — доцент кафедры русского языка. С 1957 по 1969, с 1971 по 1989 годы — заведующая кафедрой русского языка, с 1989 года — профессор этой кафедры. В Томском государственном университете помимо педагогической занималась так же научной и административной деятельностью: С 1959 по 1961 год — заместитель декана историко-филологического факультета и с 1969 по 1971 год — старший научный сотрудник.
В 1951 году В. В. Палагина была утверждена в учёной степени кандидат филологических наук по теме: «Современный говор старожильческого населения западной части Томского района Томской области», в 1973 году — доктор филологических наук по теме: «Реконструкция исходного состояния вторичного говора (на материале томского говора)». В 1955 году приказом ВАК ей было присвоено учёное звание доцент, в 1975 году — профессор по кафедре русского языка.

## Научно-педагогическая деятельность
Основная научно-педагогическая деятельность В. В. Палагиной связана с вопросами в области диалектной лексикографии, описательной и исторической диалектологии, проблем лингвистического источниковедения и методологии филологической науки, фонетики и морфологии современных старожильческих говоров Сибири. В. В. Палагиной впервые были описаны тематические группы лексики, в том числе лексика санно-тележного промысла и плотничного дела, ей была разработана концепция диалектного толкового словаря дифференциального типа, коим итогом стал выход трёхтомной работы «Словарь русских старожильческих говоров средней части бассейна реки Оби». В ТГУ читала курсы лекций по темам: «Русская диалектология», «Введение в языкознание», «Историческая грамматика» и «История литературного языка».
В. В. Палагина являлась учёным секретарём объединённого совета по историческим, филологическим и философским наукам и и председателем ПМК филологического факультета при ТГУ (с 1961 по 1975). Член Головного совета по филологическим наукам Министерства высшего и среднего специального образования РСФСР. Член методического совета Министерства высшего и среднего специального образования СССР. В. В. Палагина являлась автором более восьмидесяти пяти научных трудов, в том числе двадцати пяти монографий, под её руководством было защищено более двадцати двух кандидатских диссертаций.
В 1997 году «За комплексное исследование русских говоров Среднего Приобья (1964—1995 годы)» была посмертно удостоена Государственной премии Российской Федерации в области науки.

## Награды
- Государственная премия Российской Федерации в области науки (1997; посмертно)[4]